# Zigarrenkiste

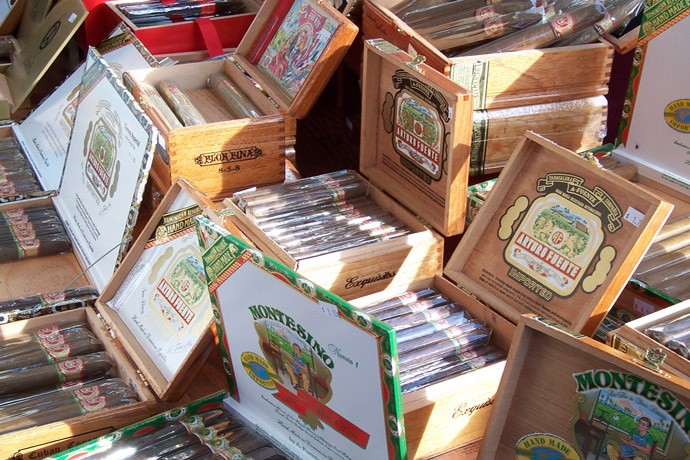
Zigarrenkisten

Eine Zigarrenkiste ist eine Kiste aus leichtem Holz, die als Verkaufsverpackung für Zigarren dient. Eine Zigarrenkiste kann auch als Jongliergerät verwendet werden.

## Verkaufsverpackung

### Definition

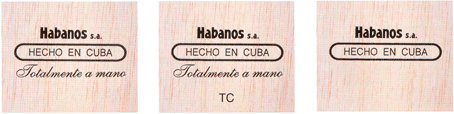
Brandstempel auf der Unterseite von Zigarrenkisten

Die Verkaufsverpackung Zigarrenkiste ist eine Holzschachtel mit Deckel, die für die sichere Aufbewahrung von Zigarren während Transport und Verkauf dient.
Im Unterschied dazu handelt es sich beim Humidor um ein Behältnis zur fachgerechten Lagerung von Zigarren.
Ein sogenannter Escogedor (Farbsortierer) sorgt dafür, dass die Zigarren in verschiedener Farbabstufung in die Zigarrenkiste sortiert werden (bei Havannas z. B. sind dies bis zu 65 verschiedene Farbschattierungen).
Einige Hersteller teurer Zigarren brennen in die Unterseite der Kisten Stempel ein, die die Echtheit der Zigarren belegen sollen. Jedoch werden die Kisten samt Stempel o. Ä. von Fälschern nachgeahmt, um minderwertige Zigarren durch die (gefälschte) Zigarrenkiste aufzuwerten.

### Verzierungen einer Zigarrenkiste

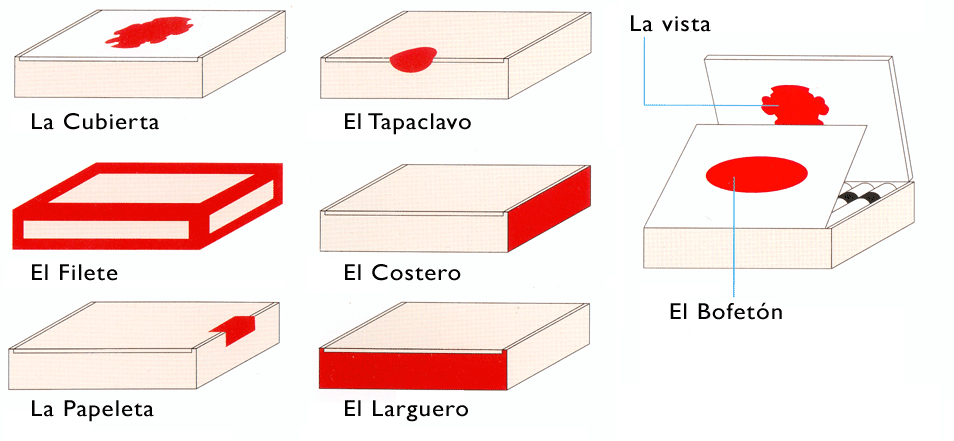
Bezeichnungen der Verzierungen auf Zigarrenkisten

- Cubierta (spanisch für Deckel, Abdeckung) ist die Bezeichnung für die Verzierung einer Zigarrenkiste, die sich in der Mitte des Deckels der Kiste auf dessen Außenseite befindet.
- Vista (spanisch für Ansicht) ist die Bezeichnung für die Verzierung einer Zigarrenkiste, die sich in der Mitte des Deckels der Kiste auf dessen Innenseite befindet.
- Als Filetes bezeichnet man jene lithographisch verzierten Papierstreifen, die an den äußeren Kanten von Zigarrenkisten angebracht werden und neben zierenden Aufgaben auch dafür zuständig sind, die Kiste zu versiegeln.
- Der Bofetón ist jenes mit dem Bodenpapier der Zigarrenkiste verbundene, verzierte Blatt, welches wie das Vorblatt eines Buches auf den Zigarren liegt und vor Entnahme einer Zigarre nach vorne aufgeklappt werden muss.
- Der Tapaclavo (der wörtlich übersetzt Nagelabdeckung heißen würde) ist eine über dem Verschluss einer Zigarrenkiste angebrachte Verzierung, die neben verzierenden Aufgaben auch zur Versiegelung der Zigarrenkiste dient.

## Jongliergerät
Das Jongliergerät Zigarrenkiste oder englisch Cigar Box ist eine geschlossene Holzschachtel.
Der Jongleur verwendet drei oder mehr Zigarrenkisten, um verschiedene Tricks durchzuführen. So kann er beispielsweise mit zwei außen gehaltenen Kisten die mittlere Kiste manipulieren, verschiedene Tricks durch Loslassen und Greifen der Kisten durchführen oder verschiedene Kistenformationen balancieren.
Wie Dave Finnigan schreibt, kam die Holzkistenjonglage durch japanische Jongleure über China nach Europa.

## Weitere Verwendung
Bei der Tramp Art, einer Handwerkskunst vor allem der Zeit von 1850 bis 1940 in den USA, wurden vorzugsweise Zigarrenkisten verwendet.